# قسم قلندرآباد الريفي (مقاطعة فريمان)
قسم قلندرآباد الريفي (بالفارسية: دهستان قلندرآباد) هي منطقة ريفية تقع في خراسان رضوي في إيران. يقدر عدد سكانها بـ 10,243 نسمة .